# ساموئل ماریل وودبریج

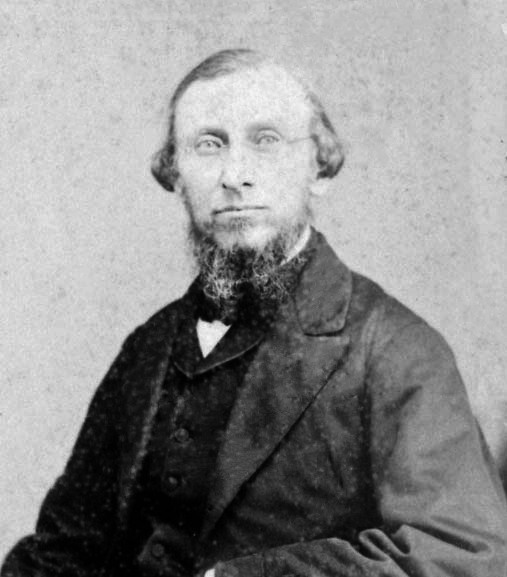
ساموئل ماریل وودبریج

ساموئل ماریل وودبریج (به انگلیسی: Samuel Merrill Woodbridge) (زاده ۵ آوریل ۱۸۱۹ و در گذشته ۲۳ ژوئن ۱۹۰۵ میلادی) روحانی، کشیش و استاد دانشگاه اهل آمریکا بود. وی اهل گرینفیلد، ماساچوست بود. ساموئل ماریل وودبریج از دانش‌آموختگان دانشگاه نیویورک بود و در دانشگاه راتگرز تدریس می‌کرد.

## کتاب‌ها
- تجزیه و تحلیل الهیات روشمند (ویرایش ۱) (۱۸۷۲)[۲]
- تجزیه و تحلیل الهیات روشمند (ویرایش ۲) (۱۸۸۳)[۳]
- مبانی تاریخ کلیسا (۱۸۹۵)[۴]
- چکیده‌ای از حکمرانی کلیسا (۱۸۹۶)[۵]